# Viviz
VIVIZ (em coreano: 비비지; romaniz.: Bibiji; estilizado em letras maiúsculas), é um grupo feminino sul-coreano de três membros criado pela BPM Entertainment em 2021. É composto por Eunha, SinB e Umji, como uma sub-unit do grupo GFriend, que se desfez em maio de 2021. Elas fizeram sua estreia com o extended play "Beam of Prism", em 9 de fevereiro de 2022.

## Nome
O nome do grupo, VIVIZ, é uma abreviação da frase "VIVId dayZ", que reúne os conceitos de "claro", "intenso" e "dias", definidos pela agência como "o significado de se tornarem artistas que sempre orgulhosamente expressar suas próprias cores para o mundo.”. Além disso, sua pronúncia coreana é "bi-bi-ji", que se refere ao nome dos três membros do grupo: Eunha (Jung Eun - bi), SinB (Hwang Eun - bi) e Um ji (Kim Ye- won), sílabas escritas em coreano como 비, 비 e 지.

## História

### 2021-presente: Introdução,Beam of Prism, participação emQueendom 2eSummer Vibe

Logotipo oficial do grupo.

Em 6 de outubro de 2021, foi informado publicamente que Eunha, SinB e Umji, que foram membros do antigo grupo GFriend, assinaram com a agência Big Planet Made Entertainment (BPM Entertainment). "Faz muito tempo. Sinto muito e agradeço aos fãs que esperaram por muito tempo. Vou recomeçar na BPM Entertainment junto com SinB e Umji! Obrigado por seu amor e apoio imutáveis, e quero retribuir com boa música e boas performances a todos vocês que eu realmente amo", disse a integrante Eunha por meio de suas redes sociais.
Em 8 de outubro, BPM Entertainment informou que Viviz seria o nome do novo grupo, que se estabeleceu como o segundo artista da agência, além da solista Soyou, antiga membro do grupo Sistar. Com o anúncio, foi publicado um vídeo das integrantes que anunciavam sua estreia em breve. Em 24 de janeiro de 2022, anunciou-se nas redes sociais oficiais da agência que o grupo realizaria sua estreia em 9 de fevereiro de 2022 com o extended play Beam of Prism.
Em 10 de fevereiro, o trio se apresentou pela primeira vez sua faixa-título de estreia, "Bop Bop!", no programa musical M Countdown de Mnet, e devido à programação dos Jogos Olímpicos de Inverno, não promoveram em outros programas. Em 16 de fevereiro, obtiveram o primeiro lugar no programa Show Champion de MBC Music, com apenas uma semana desde a sua estreia, o que tornou o trio, um dos mais rápidos a conseguir tal feito e no dia seguinte, ganharam pela segunda vez no M Countdown.
Em 21 de fevereiro de 2022, foi confirmado que o trio participaria da segunda temporada do programa de competição da Mnet, Queendom 2, que estreou em 31 de março e teve seu episódio final transmitido em 3 de março. O grupo terminou o reality show na terceira posição, sendo performado diversas canções durante sua participação no programa, como um cover de "Unnatural' de Cosmic Girls e sua canção original para a final, "Red Sun!". Em 29 de abril, foi divulgado que Viviz colaboraria com o DJ Belga Yves V como parte de sua campanha prévia a sua estreia ao mercado americano, também como parte de sua expansão internacional, a agência que representaria o grupo internacionalmente seria o The Unit Label.
Em 22 de junho de 2022, a agência BPM Entertainment anunciou que Viviz retornaria com seu segundo EP chamado Summer Vibe em 6 de julho de 2022 através de suas redes sociais.

## Integrantes
- Eunha (em coreano:  은하), nascida Jung Eun-bi (em coreano:  정은비) em 30 de maio de 1997 (27 anos) em Seul, Coreia do Sul.
- SinB (em coreano:  신비), nascida Hwang Eun-bi (em coreano:  황은비) em 3 de junho de 1998 (26 anos) em Cheongju, ChungCheong do Norte, Coreia do Sul.
- Umji (em coreano:  엄지), nascida Kim Ye-won (em coreano:  김예원) em 19 de agosto de 1998 (26 anos) em Incheon, Coreia do Sul.

## Discografia

### Extended plays(EPs)
| Título        | Detalhes do álbum                                                                                               | Melhores posições nas paradas | Melhores posições nas paradas | Vendas                      |
| Título        | Detalhes do álbum                                                                                               | KOR                           | JPN                           | Vendas                      |
| ------------- | --- | ----------------------------- | ----------------------------- | --------------------------- |
| Beam of Prism | - Lançamento: 9 de fevereiro de 2022 - Formatos: CD, download digital, streaming - Gravadora: BPM Entertainment | 2                             | 42                            | - : 50,000 - : 1,141 (Fís.) |
| Summer Vibe   | - Lançamento: 6 de julho de 2022 - Formatos: CD, download digital, streaming - Gravadora: BPM Entertainment     | 8                             | 45                            | - : 75,492 - : 1,005 (Fís.) |
| VarioUS       | - Lançamento: 31 de janeiro de 2023 - Formatos: CD, download digital, streaming - Gravadora: BPM Entertainment  | 4                             | 40                            | - : 82,932 - :1,286 (Fís.)  |

### Singles
| Título        | Ano  | Melhores posições nas paradas | Melhores posições nas paradas | Melhores posições nas paradas | Melhores posições nas paradas | Álbum            |  |
| Título        | Ano  | KOR Circle                    | KOR Hot                       | US World                      | SGP Reg.                      | Álbum            |  |
| ------------- | ---- | ----------------------------- | ----------------------------- | ----------------------------- | ----------------------------- | ---------------- |  |
| "Bop Bop!"    | 2022 | 102                           | 60                            | 5                             | —                             | Beam of Prism    |  |
| "Loveade"     | 2022 | 191                           | —                             | —                             | —                             | Summer Vibe      |  |
| "Rum Pum Pum" | 2022 | —                             | —                             | —                             | —                             | Single sem álbum |  |
| "Pull Up"     | 2023 | 151                           | —                             | —                             | —                             | VarioUS          |  |
| "Maniac"      | 2023 | 15                            | 14                            | —                             | 23                            | Versus           |  |

### Outras canções que entraram nas tabelas musicais
| Título                         | Ano  | Melhores posições nas paradas | Álbum                                      |
| Título                         | Ano  | KOR Circle                    | Álbum                                      |
| ------------------------------ | ---- | ----------------------------- | ------------------------------------------ |
| "Intro"                        | 2022 | —                             | Beam of Prism                              |
| "Fiesta"                       | 2022 | —                             | Beam of Prism                              |
| "Tweet Tweet"                  | 2022 | —                             | Beam of Prism                              |
| "Lemonade"                     | 2022 | —                             | Beam of Prism                              |
| "Love You Like"                | 2022 | —                             | Beam of Prism                              |
| "Mirror" (거울아)              | 2022 | —                             | Beam of Prism                              |
| "Time for the Glory"           | 2022 | —                             | <Queendom 2> Part 1-1                      |
| "Unnatural"                    | 2022 | —                             | <Queendom 2> Part 2-2                      |
| "Purr" (com Kep1er como Kev1z) | 2022 | —                             | <Queendom 2> Position Unit Battle Part 1-2 |
| "Bop Bop!" (Highteen Ver.)     | 2022 | —                             | <Queendom 2> FANtastic Queendom 1-1        |
| "Red Sun!" (환상)              | 2022 | —                             | <Queendom 2> Final                         |
| "Love Love Love"               | 2022 | —                             | Summer Vibe                                |
| "Siesta"                       | 2022 | —                             | Summer Vibe                                |
| "Party Pop"                    | 2022 | —                             | Summer Vibe                                |
| "#Flashback"                   | 2022 | —                             | Summer Vibe                                |
| "Dance" (춤)                   | 2022 | —                             | Summer Vibe                                |

### Videoclipes
| Ano  | Título     | Diretor      | Duração | Ref.   |
| ---- | ---------- | ------------ | ------- | ------ |
| 2022 | "Bop Bop!" | Yeom Woo-jin | 3:45    | [ 37 ] |
| 2022 | "Loveade"  | Shin Hee-won | 3:52    | [ 38 ] |

## Filmografia

### Televisão
| Ano  | Título     | Rede | Notas        | Ref.   |
| ---- | ---------- | ---- | ------------ | ------ |
| 2022 | Queendom 2 | Mnet | 10 episódios | [ 39 ] |